# لوسیانو آندراده ریسوت
لوسیانو آندراده ریسوت (به پرتغالی: Luciano Lima da Silva) هافبک اهل برزیل است که در شهر Riachão do Jacuípe و در تاریخ ۱۱ مارس ۱۹۸۱ به دنیا آمده‌است.
لوسیانو آندراده ریسوت در تیم‌های فوتبال Noroeste سابقهٔ حضور دارد.